# Пляска смерти (фильм, 1992)
«Пляска смерти» (англ. Dance Macabre) — фильм 1992 года производства США-Россия режиссёра Грейдона Кларка.

## Сюжет
В Санкт-Петербурге открывается частная Академия русского балета мадам Горденко. Ею руководят бывшая советская балерина Светлана Горденко и американский хореограф Энтони Вагнер. Когда-то тридцать лет назад на гастролях советского балета в США молодой хореограф Вагнер уговорил Светлану остаться. Они были блестящей балетной и любовной парой, но один трагический случай изменил всё — падение с мотоцикла сделало балерину прикованной к инвалидному креслу и изуродовало лицо, но она не оставила балет и стала известным балетмейстером.
В академию съезжаются девушки со всего мира, жаждущие балетной славы, лучшая выпускница академии войдёт в труппу балета Мариинского театра.
Среди других учениц — американка Джессика, она поселяется в комнате вместе с другой студенткой — француженкой Клодин. Девушки сразу становятся подругами, делятся друг с другом всеми своими девичьими секретами, в том числе Клодин делится с Джессикой подслушанными сплетнями о прошлом мадам Горденко и Энтони Вейгера. Поговаривают, что они до сих пор любовники — с её-то внешностью и проблемами!
Джессика, поразительно похожая на Светлану Гордиенко в молодости, сразу становится её любимой ученицей и ею становится одержим Энтони Вагнер.
Мадам Горденко присутствует на некоторых занятиях, передвигается в основном на инвалидной коляске, прячет лицо за темными очками, носит глухие черные платья… Разговаривать она может только с помощью специального устройства, которое прижимает к горлу.
Как только Джессика начинает делать успехи, другие студентки академии начинают таинственно погибать.
Сначала Клодин тонет в ванне — несчастный случай. Затем Анджелу находят повешенной — это истолковывают как самоубийство из-за творческой неудачи. Наташа падает под движущийся поезд метро — несчастный случай. Студентка из Германии, бывшая наркоманка Ингрид, выбрасывается из окна — это тоже воспринимается как самоубийство. Несколько девушек бесследно исчезают.
Ученицы покидают академию из-за этой череды смертей. Остается лишь Джессика — остаться её убеждает лично Энтони Вагнер, который прочит ей славу великой балерины, и говорит своей помощнице Ольге, что Джессика должна представлять академию на предстоящем специальном прослушивании.
Тем временем Джессика влюбляется в русского журналиста Александра Петрова. После ночного клуба, Энтони Вагнер видит, как Джессика и Алекс целуются, а затем, пробравшись в общежитие— видит как они занимаются любовью — и начинает плакать.
Ночью Александр, желая разгадать тайну, которую скрывает мадам Горденко, пробирается в её комнату, где его застаёт Ольга. Комната эта таит в себе немало секретов — в частности, личный, в котором обнаруживаются сначала личные вещи «уехавшей» Клодин, а на полочке повыше — и сами трупы Клодин и Анжелы. Ольга, которая явно что-то знала о том, что происходит в стенах академии, тем не менее, приходит в ужас от открывшегося зрелища. И пока они с Александром стоят в оцепенении, убийца подбирается к ним сзади и всаживает нож в живот журналисту.
Когда Ольга оборачивается, убийца уже исчез, а Александр лежит на полу с ножом в животе. Ольга в шоковом состоянии вытаскивает этот нож… и вот в таком виде — с ножом над телом Алекса, рядом со шкафом, полном трупов, — её застаёт Джессика. Ольга пытается объяснить Джессике, что она никого не убивала, но та думает, что хореограф хочет убить и её, завязывается борьба, в ходе которой Ольга теперь уже сама напарывается животом на злополучный нож. В комнату вбегает Энтони Вейгер, и Ольга умирает у него на руках со словами: «Я тебя люблю. Твой секрет в безопасности».
Вагнер убеждает Джессику продолжать заниматься, и вскоре она разгадывает секрет: Энтони Вагнер и Светлана Гордиенко — одно и то же лицо, а настоящая Светлана — забальзамированный труп в комнате Вагнера, который убил её ещё в США, когда та хотела бросить его и вернуться в Россию. И с тех пор Вагнер "играет" за неё ставя свои хореографические постановки.
Джессика догадывается, что Вагнер убил остальных претенденток, устраняя её конкуренток. Когда как лучшая выпускница академии она идёт в труппу Санкт-Петербургского балета, Вагнер целится в неё из пистолета, но не стреляет, а вместо этого совершает самоубийство и умирая говорит подбежавшей Джессике спасибо за то, что она танцевала для него.

## В ролях
- Роберт Инглунд — Энтони Вейгер / Светлана Горденко в старости
- Мишель Цейтлин — Джессика Андерсон / Светлана Гордиенко в молодости
- Джулин Рене — Анжела
- Нина Голдман — Клодин
- Марианна Моэн — Ингрид
- Наталия Фиссон — Наташа
- Ирина Давидофф — Ольга, балетмейстер
- Александр Сергеев — Александр Петров, журналист
- Вадим Зайцев — Иван, парень Наташи
- Александр Усанов — детектив Бенски
- Ирина Сабанова — модель
- Марина Гусева — Мария
- Нина Иванович — Анна
- Елена Громова — Катерина
- Илона Зинурова — Елена
- Грейдон Кларк — Джеймс Андерсон
- Светлана Немировская — эпизод (нет в титрах)

## Съёмки
Фильм снят при участии киностудии «Ленфильм», исполнительным продюсером выступил Александр Голутва, постановщиком трюков Сергей Головкин.
Съёмки велись в Санкт-Петербурге, так здание Академии мадам Горденко — это Дворец Юсуповых на Мойке, эпизод убийства в метро снят на станции «Автово».
В фильме задействованы балерины Мариинского театра, хореограф — Стэнли Холден.

## Критика
Этот приземленный, предсказуемый психо-триллер изначально задумывался как своего рода продолжение версии «Призрака оперы» 1989 года, ещё одного неудачного фильма ужасов с Робертом Энглундом в  главной роли. Трудно сказать, хотел ли сценарист/режиссёр Грейдон Кларк (который украсил нас подобными «Болельщицы для Сатаны») провести параллели с «Суспирией» Дарио Ардженто, но, несмотря ни на что, он определенно не в своей лиге. Атмосферные локации в Санкт-Петербурге обеспечивают некоторую степень класса, но их мрачный потенциал, к сожалению, растрачен впустую.
Оригинальный текст (англ.)This mundane, predictable psycho-thriller was originally conceived as a sequel of sorts to the 1989 version of Phantom of the Opera, another unsuccessful horror vehicle for Robert Englund. Filmed on location in St. Petersburg

It’s hard to tell whether writer/director Greydon Clark (who graced us with the likes of Satan’s Cheerleaders) wanted to draw parallels to Dario Argento’s Suspiria, but he’s definitely out of his league here regardless. The atmospheric locales provide some degree of class, but their somber potential is sadly wasted.
— AllMovie

«Пляска смерти» основан на кинематографической уловке, настолько прозрачной, очевидной и шаблонной, что поражает воображение. В результате получилась неудачная смесь «психо», «триллер» и любимой темы «Десяти негритят» со-исполнительного продюсера Гарри Алана Тауэрса.
Русские декорации хороши, но используются только в качестве путеводителя, и фильм добавляет элементы эксплуатации, как будто запрограммированные компьютером: сцена в клубе, беспричинная сцена секса. Учитывая, что режиссёр-ветеран Кларк («Болельщицы для Сатаны», «Игрушки») и продюсер Менахем Голан также были ответственны за «Запретный танец» 1990-х годов, единственным достоинством этого фильма является то, что, когда Джессика заявляет, что хочет отказаться от балета ради своего «собственного стиля» танца, позже её не видят исполняющей ламбаду.
(Насилие, злоупотребление психоактивными веществами, нагота, сексуальные ситуации).
Оригинальный текст (англ.)DANCE MACABRE is based on a cinematic ruse so transparent, obvious and cliched it boggles the mind. The result is a misbegotten mix of PSYCHO, SUSPIRIA and co-executive producer Harry Alan Towers's beloved TEN LITTLE INDIANS theme.

The Russian settings are pretty but used only for travelogue value, and the movie throws in exploitation elements as if programmed by a computer: MTV club scene here, gratuitous sex scene there. Considering that veteran director Clark (SATAN’S CHEERLEADERS, JOYSTICKS) and producer Menahem Golan were also responsible for 1990’s THE FORBIDDEN DANCE, this film’s only virtue is that, when Jessica proclaims she wants to abandon ballet for her «own style» of dancing, she isn’t later seen doing the lambada. (Violence, substance abuse, nudity, sexual situations.)
— TV Guide

## Выпуск
Фильм был выпущен на видео в 1992 году компанией Columbia TriStar Home Video, в 2015 году выпущен на DVD в рамках линейки MGM Home Entertainment «Limited Edition Collection».
Права на фильм принадлежат американской компании, в России картина не выходила в кинопрокат и не демонстрировалась по телевидению, также никогда легально не выходила на носителях.